# بوک، سنت گالن
شهر بوک در بخش وردانبرگ در کانتون سنت گالن در کشور سوئیس واقع شده‌است که ۱۰٬۲۰۰ نفر جمعیت دارد.